# Zábava v autě
Zábava v autě, (anglicky ICE, In-car entertainment nebo IVI, in-vehicle infotainment) je soubor hardwaru a softwaru v automobilech, které poskytují audio nebo video informace a zábavu. Auto-infotainment se vyvinul z automobilových audio systémů (z rádií a kazetových/CD přehrávačů) a nyní zahrnuje automobilové navigační systémy, videopřehrávače, USB a Bluetooth připojení, Carputery, internet v autě a WiFi.
Systémy ICE používají tlačítka a ciferníky na palubní desce, mohou mít ovládání zvuku na volantu, hlasové ovládání handsfree, tlačítka předvoleb citlivá na dotyk a dokonce i dotykové obrazovky u vozů vyšší třídy.
Výrobci pod slovo infotainment někdy zahrnují i nastavení klimatizace, informace o stavu vozu, provozních kapalinách a podobně.